# Odyssée : Sur les traces d'Ulysse
Odyssée : Sur les traces d'Ulysse (Odyssey: The Search of Ulysses) est un jeu vidéo d'aventure développé par le studio français In Utero et édité par Cryo Interactive, sorti en France en 2000. Son univers et son intrigue s'inspirent librement de l’Odyssée d'Homère.

## Trame
Le joueur incarne Héritias, un ami du fameux Ulysse, roi d'Ithaque et héros de la guerre de Troie. Après la fin de la guerre, tous les héros achéens sont rentrés chez eux, mais Ulysse a disparu. L'épouse d'Ulysse, Pénélope, harcelée par des prétendants qui font passer Ulysse pour mort et la pressent de se remarier, demande alors à Héritias de partir à la recherche d'Ulysse et de le ramener à Ithaque avant que l'île ne sombre dans la guerre civile. Héritias s'engage alors dans un voyage long et périlleux sur les traces du héros disparu : il se rend à Troie, puis parcourt les îles de la mer Égée avant de s'aventurer toujours plus loin vers des pays inconnus, comme le pays des Lotophages, celui des Cyclopes ou encore l'île de Circé. Une partie des lieux, personnages et péripéties du jeu sont directement repris de l’Odyssée, tandis que d'autres sont entièrement originaux.

## Système de jeu
Odyssée : Sur les traces d'Ulysse est un jeu d'aventure à la troisième personne (le joueur voit le personnage qu'il incarne se déplacer à l'écran). Le jeu repose sur l'exploration, la recherche d'informations auprès des personnages, et les énigmes impliquant de manipuler des objets. Il utilise le système du « pointer-et-cliquer » : le joueur déplace le curseur de la souris à l'écran pour explorer l'environnement graphique, et clique pour se déplacer ou pour interagir avec des objets ou des personnages. Le jeu utilise le moteur graphique Cryogen, un moteur graphique propriétaire développé par Cryo. Les personnages du jeu sont modélisés en images de synthèse, tandis que les paysages et les décors sont composés d'images précalculées formant une vue panoramique à 360° et complétées par des animations ponctuelles. La caméra suit Héritias dans ses déplacements en adoptant des angles variés. Des scènes cinématiques ponctuent la progression du jeu.

## Réception
Le jeu sort en France le 7 juin 2000, puis le 2 janvier 2001 aux États-Unis, où il est distribué par DreamCatcher Interactive. La version anglophone est titrée Odyssey: The Search for Ulysses. Dans la version anglaise, le héros est appelé Heriseus dans les dialogues du jeu, tandis que le manuel et l'emballage l'appellent Héritias comme dans la version française.
Le jeu reçoit un accueil critique allant du mitigé au bon. L'agrégateur de critiques anglo-saxon Metacritic attribue au jeu une moyenne de 58 sur 100 fondée sur sept critiques dont six sont moyennes et une négative. GameRankings, autre agrégateur de critiques anglo-saxon, lui attribue une moyenne de 62,5 % fondée sur sept critiques. Le critique du site Jeuxvideo.com, en juin 2000, apprécie la beauté et la variété des environnements graphiques et les effets de caméra du moteur Cryogen, non sans en citer quelques défauts (quelques décors flous) ; il reproche au jeu le caractère répétitif des énigmes. Dans une critique de l'édition américaine du jeu publiée sur le site Game Spot en 2001, Stephen Poole donne au jeu la note de 7,2 sur 20 et apprécie le rendu des personnages ainsi que l'intérêt de l'histoire et le caractère équilibré et logique de la plupart des énigmes ; il lui reproche cependant des inégalités dans la qualité des décors, ainsi que quelques défauts de l'interface (dans la manipulation des objets et parfois dans les déplacements) qui la rendent peu intuitive et peuvent désorienter le joueur à ses débuts.

## Histoire éditoriale
Après la faillite de Cryo Interactive en 2002, les droits sur le jeu ont été rachetés par Microïds en octobre 2008 en même temps que le reste du catalogue Cryo.